# Al-Betrā'
Al-Betrā' (în arabă البتراء) este unul dintre districtele Guvernoratului Ma'an, Iordania Este la aproximativ 35 kilometri (22 mi) vest de orașul Ma'an.